# Pilot Group
Pilot Group, mit Hauptsitz in Hamburg, ist die zweitgrößte unabhängige Mediaagentur und die größte Agentur für Digitale Werbung und Kommunikation Deutschlands.

## Geschichte
Die Agenturgruppe wurde 1999 von Jens-Uwe Steffens zusammen mit acht Partnern als Alternative zu den globalen Mediaagentur-Networks gegründet.
Erste Kunden waren Otto Versand, Amazon, Coppenrath & Wiese oder die Stella AG. 2001 gewann Pilot Premiere World als Kunde. 2006 kam Procter & Gamble dazu. Mit DoublePlay lancierte das Unternehmen zusammen mit Seven.One Media 2010 ein Mediaplanungstool, das erstmals die kombinierte TV- und Online-Mediaplanung erlaubte. Dafür wurden TV-Daten der AGF Videoforschung mit den Online-Nutzungsdaten aus dem Web Efficiency Panel (WEP) der GfK kombiniert.

## Auszeichnungen
2024 belegte Pilot zum zweiten Mal nach 2023 Platz eins im Ranking der umsatzstärksten Digitalagenturen für der Bereich der Digitalen Werbung. Von der Zeitschrift Capital wurde pilot 2022 unter die innovativsten Unternehmen Deutschlands im Bereich „Internet, Medien und Kommunikation“ gewählt.
Mit Impact Vision, einer Grundlagenstudie zur Werbewirkung, gewann die Agentur 2022 den ersten Werbewirkungs-Award von HORIZONT.

## Mitgliedschaften
Pilot ist Gründungsmitglied von Local Planet, einem internationalen Verbund von inhabergeführten Agenturen aus über 85 Ländern mit einem Billing-Gesamtvolumen von 17,2 Milliarden Dollar. Pilot ist Mitglied beim Bundesverband Digitale Wirtschaft und bei Die Mediaagenturen.

## Standorte
Hamburg (HQ), Berlin, Mainz, Stuttgart, Nürnberg, München und Zürich.